# Carpolobia
Carpolobia é um género botânico pertencente à família Polygalaceae.